# Ida Prestiová
Ida Prestiová (nepřechýleně Ida Presti, narozená jako Yvette Ida Montagnonová 31. května 1924 Suresnes - 24. dubna 1967 Rochester) byla francouzská kytaristka a hudební skladatelka.

## Život
Ida Prestiová se s klasickou kytarou poprvé setkala jako malé dítě, když jí na ni hrál otec, aby jí pomohl usnout. V pěti letech ji otec začal učit hrát na klavír a kytaru, ale brzy se rozhodla pro kytaru. Později ji učil kytarista a výrobce houslí Mario Maccaferri, který ji také učil harmonii a hudební teorii. Veřejnosti se poprvé představila roku 1932 ve věku osmi let. O dva roky později již koncertovala v Paříži a tisk ji oslavoval jako „ženského Mozarta“.
V roce 1937 se Prestiová stala čestnou členkou pařížského spolku Les Amis de la Guitare (Přátelé kytary). Ve stejném roce natočila několik nahrávek pro francouzskou nahrávací společnost HMV. V roce 1938 se stala první kytaristkou, která byla pozvána k vystoupení před Société des concerts du Conservatoire v Paříži. Také v roce 1938 se objevila ve vedlejší roli kytaristky ve francouzském filmu Le petit Chose (režie Maurice Cloche). V 16 letech hrála na Paganiniho kytaru na vzpomínkovém koncertu u příležitosti stého výročí jeho úmrtí.
Kariéru Prestiové přerušila druhá světová válka, po jejím skončení se však brzy stala mezinárodně známou. V roce 1948 hrála Concierto de Aranjuez s francouzským národním rozhlasovým orchestrem; studiový záznam byl vysílán ve francouzském rozhlase a setkal se s velkým nadšením. Prestiová poté hrála tento kytarový koncert s různými orchestry v několika evropských městech a v Tunisu a Alžíru. V roce 1951 poprvé vystoupila v Londýně s programem, který zahrnoval mimo jiné díla Tárregy, Villa-Lobose, Miguela Llobeta a Pujola a byl oceněn kritikou.
Navzdory svému úspěchu se Prestiová v 50. letech vzdala sólové kariéry a místo toho založila duo s kytaristou Alexandrem Lagoyou. S Lagoyou se setkala v roce 1952 v Paříži, zamilovala se do něho a napřesrok se za něj vdala. Byli prvním světoznámým klasickým kytarovým duem a až do smrti Prestiové odehráli přes 2000 koncertů. Prestiová zemřela 24. dubna 1967 v Rochesteru při přípravě na koncert v New Yorku na vnitřní krvácení způsobené rakovinou plic. Byla pohřbena na městském hřbitově v Montmorency v departementu Val-d'Oise. Její manžel Alexandre Lagoya, který zemřel v roce 1999, je pohřben vedle ní.
Kromě koncertních vystoupení Prestiová také skládala vlastní kytarové skladby, které za svého života nepublikovala. V 60. letech také vyučovala hru na kytaru na Mezinárodní akademii v Nice.
Emilio Pujol popsal Idu Prestiovou jako „zázrak talentu a půvabu“. Kytarista a hudební pedagog John Duarte ji považoval za nejlepší kytaristku 20. století, jejíž kombinace bezchybné, ale zároveň oduševnělé hry, technické inovace a hudebního cítění zůstala bezkonkurenční.